# Cha 110913-773444
Cha 110913-773444とは、カメレオン座の方向、地球からおよそ520光年離れた場所にある、惑星質量天体である。ハッブル宇宙望遠鏡、セロ・トロロ汎米天文台のブランコ望遠鏡、スピッツァー宇宙望遠鏡を使い、2005年にペンシルベニア州立大学のチームが発見した。

## 特徴
カメレオン座分子雲の1つ「カメレオン座I」に含まれると考えられるため、この天体までの距離は、カメレオン座Iまでの距離160pcと同程度とみられる。
ジェミニ南望遠鏡による分光観測によって、質量は木星の8倍程度、半径は木星の1.8倍程度と見積もられている。この質量は、褐色矮星と惑星の境界とされる13木星質量より低いが、観測データはOTS 44など他の低質量褐色矮星と似ているので、この天体の正体について定説はなく、準褐色矮星とも自由浮遊惑星とも呼ばれることがある。表面温度は1,800K、スペクトル型はL0型と推定されている。
また、この天体からは、推定される表面温度、スペクトル型から予想されるよりも強い中間赤外線が放射されており、天体の周囲に星周塵の円盤が存在すると考えられる。円盤の大きさは、全体の質量が木星質量の0.1倍、内径が0.02AU程度とみられる。